# 15-та зенітна дивізія (Третій Рейх)
15-та зенітна дивізія (нім. 15. FlaK-Division) — зенітна дивізія Вермахту, що діяла протягом Другої світової війни у складі Повітряних сил Третього Рейху.

## Історія
15-та зенітна дивізія була сформована 1 березня 1942 року під керівництвом генерала зенітних військ Гергарда Гоффманна в Плоешті (Румунія) з основного складу 3-ї зенітної бригади, яка до того часу дислокувалась у цьому регіоні та забезпечувала протиповітряне прикриття тамтешніх нафтових родовищ. З весни цю функцію на себе перебрала 15-та зенітна дивізія. Проте охорону нафтових родовищ дивізія здійснювала лише протягом кількох перших місяців, оскільки у травні 1942 року 15-ту зенітну дивізію було перекинуто на південний напрямок Східного фронту, де вона була розгорнута в районі Маріуполя у складі 1-ї танкової армії.
З початком у червні 1942 року операції «Блау», німецького літнього наступу на південному фланзі німецько-радянського фронту, частини 15-ї зенітної дивізії просувалися разом з ударним угрупованням вермахту до Майкопа. Там їхні полки також використовувалися як наземні бойові частини в протитанковій боротьбі. У грудні 1942 року дивізію очолив генерал-майор Едуард Мур. У подальших запеклих ар'єргардних боях підрозділи дивізії брали участь у боях у районі Сіверського Донця. З початком операції «Цитадель», останнього великого німецького наступу на Східному фронті, 15-та зенітна дивізія загальною кількістю восьми зенітних батальйонів перебувала в районі Варенівка — Кам'янка.
Після відступу німецьких військ восени 1943 року 15-та зенітна дивізія була перекинута до Румунії. Оберст Ганс Сімон став командиром 7 червня 1944 року, але 29 серпня 1944 року під час стратегічного наступу на Румунію він був узятий у радянський полон. 23 серпня 1944 року, в день оголошення Румунією війни Третьому Рейху, до складу дивізії з командним пунктом у Гагестилі входили 4-й, 12-й, 104-й і 133-й зенітні полки.
У ході подальших ар'єргардних дій Вермахту 15-та зенітна дивізія була передислокована зі своїми полками до Угорщині в листопаді 1944 року з розміщенням штабу дивізії спочатку в Будапешті, а пізніше в Секешфегерварі.
У ході боїв за Будапешт 12-й зенітний полк бився в оточенні і згодом потрапив у полон до радянських військ. Після подальших ар'єргардних дій решта частин 15-ї зенітної дивізії до квітня 1945 року була змушена відступити і билися за Відень, де був їхній командний пункт у Медлінгу. До 14 квітня 1945 року полки дивізії знищили 70 танків і 7 літаків. Наприкінці квітня 1945 року командний пункт довелося востаннє перенести до Зоннтагберга (Нижня Австрія), де він залишався до кінця війни. На цей момент дивізія мала 25 важких і 6 середніх і легких зенітних батарей.

## Райони бойових дій
- Румунія (березень — травень 1942);
- Східний фронт (південний фланг) (травень 1942 — червень 1944);
- Румунія (червень — серпень 1944).
- Угорщина, Австрія (серпень 1944 — травень 1945).

## Командування

### Командири
- генерал зенітних військ Гергард Гоффманн (1 березня — 9 листопада 1942);
- генерал-лейтенант Едуард Мур (10 листопада 1942 — 15 квітня 1944);
- оберст Ганс Зімон (нім. Hans Simon) (15 квітня — 29 серпня 1944);
- оберстлейтенант Ернст Янза (29 серпня — 9 вересня 1944);
- генерал-майор Теодор Герберт (нім. Theodor Herbert) (9 вересня 1944 — 15 січня 1945);
- оберст Т.Петерс (15 — 19 січня 1945);
- генерал-майор Йоганн-Вільгельм Дерінг-Мантойффель (20 січня — 8 травня 1945).

### Підпорядкованість
| Час       | Корпус       | Командування/Флот                       | Штаб             |
| --------- | ------------ | --------------------------------------- | ---------------- |
| 1942      |              |                                         |                  |
| березень  | —            | Командування Люфтваффе «Південний Схід» | Плоєшті          |
| травень   | I корпус ППО | 4-й повітряний флот                     | Маріуполь        |
| 1943      |              |                                         |                  |
| 1 січня   | I корпус ППО | 4-й повітряний флот                     | Донбас           |
| 1944      |              |                                         |                  |
| 1 січня   | I корпус ППО | 4-й повітряний флот                     | Південна Україна |
| червень   | —            | 4-й повітряний флот                     | Румунія          |
| 20 жовтня | V корпус ППО | 4-й повітряний флот                     | Угорщина         |
| 1945      |              |                                         |                  |
| 1 січня   | V корпус ППО | 4-й повітряний флот                     | Угорщина/Австрія |

### Склад
| Травень 1942       | Серпень 1942                       | Жовтень 1943                       | Березень 1944                      | Вересень 1944                      |
| ------------------ | ---------------------------------- | ---------------------------------- | ---------------------------------- | ---------------------------------- |
| —                  | 4-й зенітний полк                  | 4-й зенітний полк                  | 4-й зенітний полк                  | 4-й зенітний полк                  |
| 7-й зенітний полк  | 7-й зенітний полк                  | 7-й зенітний полк                  | 7-й зенітний полк                  | —                                  |
| —                  | —                                  | —                                  | —                                  | 12-й зенітний полк                 |
| 37-й зенітний полк | —                                  | —                                  | —                                  | —                                  |
| —                  | 104-й зенітний полк                | —                                  | 104-й зенітний полк                | 104-й зенітний полк                |
| —                  | —                                  | —                                  | —                                  | 133-й зенітний полк                |
| —                  | —                                  | 153-й зенітний полк                | —                                  | —                                  |
| —                  | 135-й дивізіон повітряної розвідки | 135-й дивізіон повітряної розвідки | 135-й дивізіон повітряної розвідки | 135-й дивізіон повітряної розвідки |